# Nuyorican Poets Café

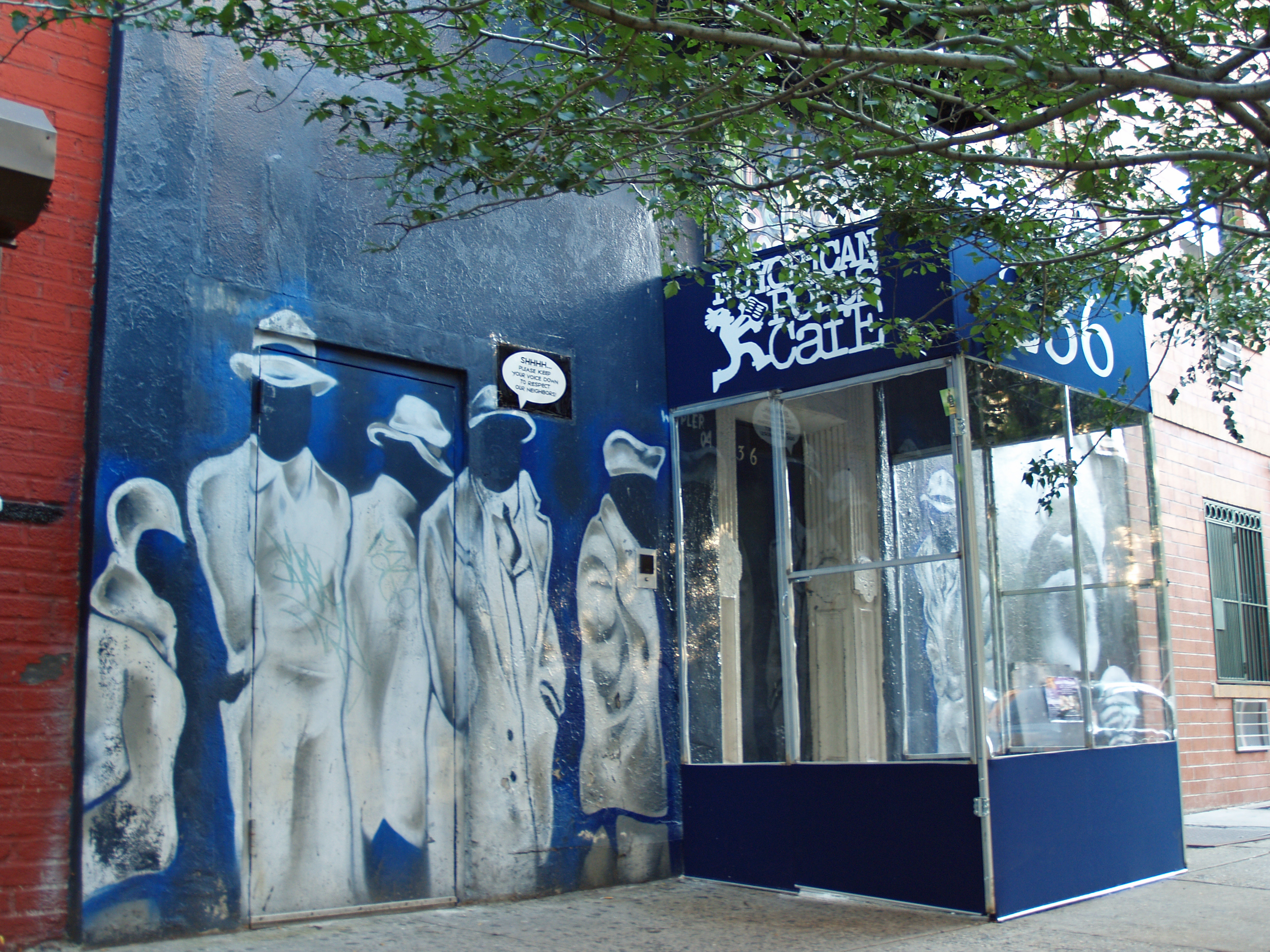
Edificio del Nuyorican Poets Café, en Calle 3 Este, en esa parte del Lower East Side, que en la década de 1990, los agentes de bienes raíces, y a veces otros, solían llamar Alphabet City, Manhattan. Agosto de 2008

El Nuyorican Poets Café es una organización no gubernamental en el barrio Alphabet City de Manhattan en Nueva York. Es un pilar clave del Movimiento de arte Nuyorrican de la ciudad de Nueva York, EE. UU. y se ha convertido en un foro de poesía, música, hip hop, artes visuales, comedia, y teatro.Varios de los eventos del festival PEN World Voices se realizan en el café.
Este café esta enfocado en ser una sede en la que artistas, poetas, y dramaturgos puedan compartir mensajes de comunidad y entendimiento, para diluir las barreras arbitrarias que hay en torno al color y difundir este propósito a otros ambientes fuera del café. 

## Historia
Fundado alrededor de 1973, el Nuyorrican Poets Café comenzó a funcionar en el apartamento del escritor, poeta y profesor de la Universidad de Rutgers, Miguel Algarín, ubicado en el East Village con la ayuda de sus cofundadores Miguel Piñero, Bimbo Rivas y Lucky Cienfuegos.
Para 1975, el número de poetas parte de este proyecto sobrepasó el espacio, así es que Algarín arrendó un Irish pub, el Sunshine Café en East 6th Street y lo llamaron "The Nuyorican Poets Café". Algunos de los poetas destacados durante ese tiempo incluyó a los fundadores Miguel Algarín, Miguel Piñero y Lucky Cienfuegos. Jorge Brandon también conocido como El Coco que Habla, Sandra María Esteves, Pedro Pietri, Bimbo Rivas, Victor Hernández Cruz, Tato Laviera, Piri Thomas, Jesús Papoleto Meléndez y José Angel Figueroa son algunos de los poetas que se presentaron a mediados y fines de los 1970. Para 1980, el número de la audiencia los llevó a comprar su edificio actual ubicado en 236 East 3rd Street para expandir sus actividades y programas. Durante este tiempo emerge la segunda ola de poetas nuyorriqueños que incluye a Nancy Mercado, Giannina Braschi, y Martín Espada.
Al explicar la filosofía del proyecto, el cofundador Algarín dijo:
"Debemos escucharnos. Debemos respetar nuestros hábitos y compartir la verdad y la integridad que la voz del poeta proporciona de manera tan generosa".

## Poetas
Durante la década de 1990 un nuevo grupo de poetas y artistas nuyorriqueños surgieron en el café. Algunos de estos artistas son Willie Perdomo, Maggie Estep, Tracie Morris, Dana Bryant, Reg. E. Gaines, Paul Beatty, Edwin Torres, Emanuel Xavier, Caridad de la Luz conocida como La Bruja, Mariposa (María Teresa Fernández) y Shaggy Flores. Otros que alguna vez han pasado por el Café son Esmeralda Santiago, Amiri Baraka, Ishmael Reed, Ntozake Shange, Giannina Braschi, Zoraida Santiago, Keven Powell, Cheryl B y Daniel Dumile. El Nuyorican Poets Café cuenta entre sus filas con activistas de la poesía como Bob Holman, Saul Williams, Sarah Jones y Beau Sia y aquí surgió el programa ahora itinerante de batalla de estilo libre de Nueva York Braggin' Rites.

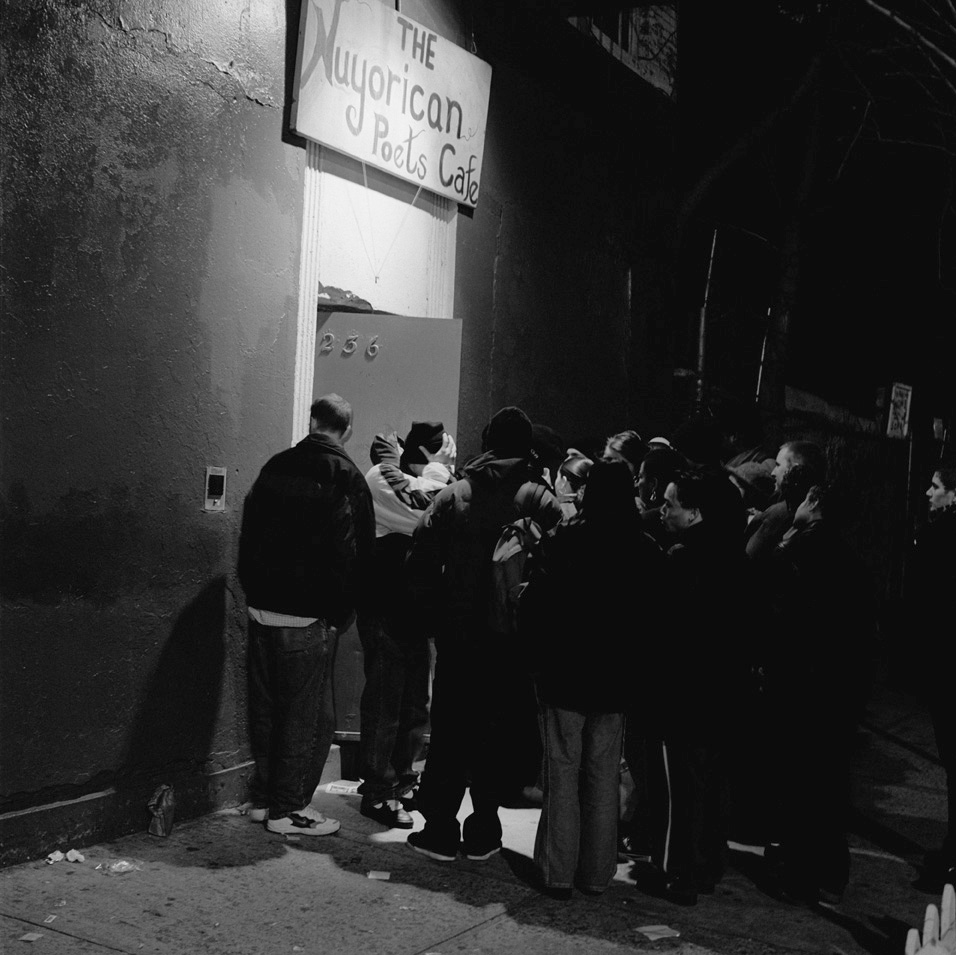
1998

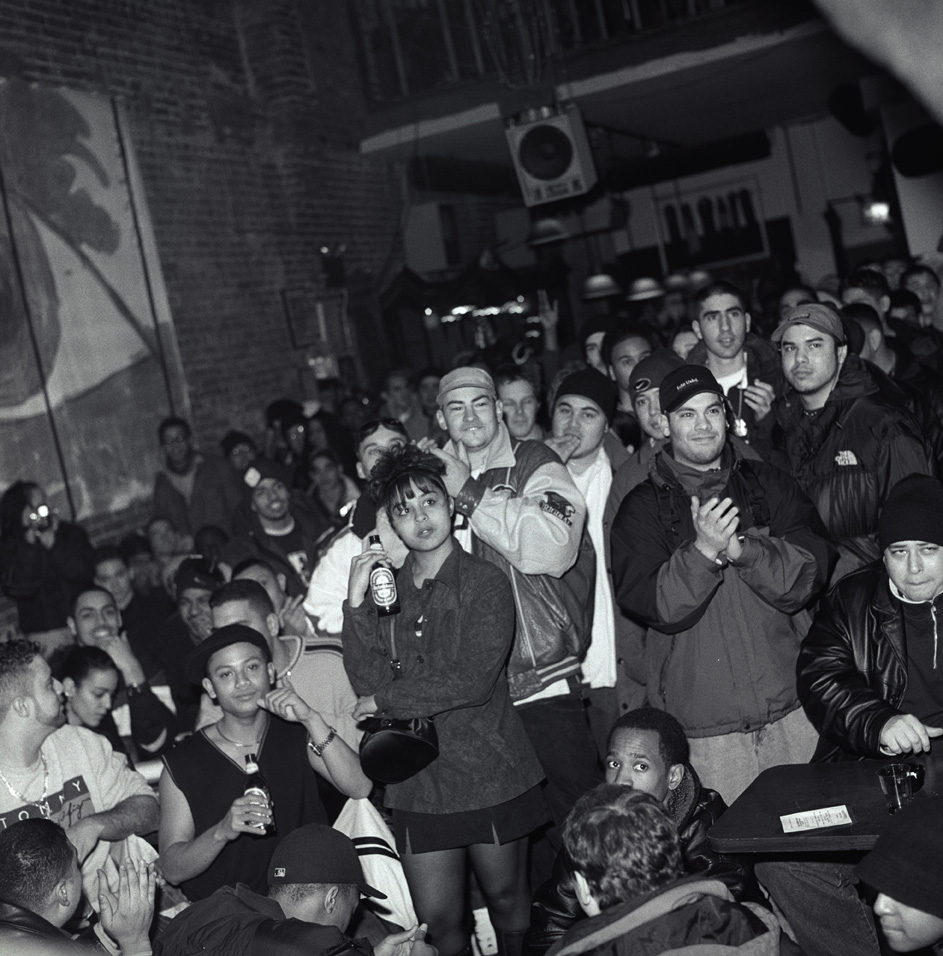
1998

Algunos poetas nuyorriqueños que continúan leyendo y presentándose en el café son Sandra María Esteves, Tato Laviera, Jesús Papoleto Melendez, Nancy Mercado, Edwin Torres, Lemon Andersen, Bonafide Rojas, Caridad de la Luz conocida como La Bruja, Mariposa, Jack Castillo y Diana Gitesha Hernández . En junio del 2002, el guitarrista de Nuevo Flamenco Val Ramos abrió para Danny Rivera, un puertorriqueño tres veces nominado al Grammy, en el Nuyorican Poets Café. Algarín, ahora jubilado de Rutgers, continúa como miembro de la mesa directiva del Nuyorican Poets Café.

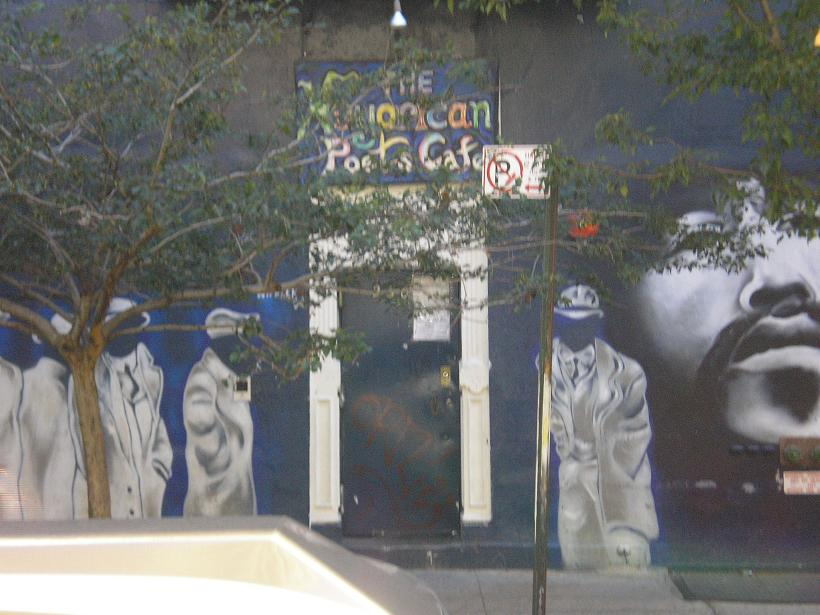
Las paredes exteriores fueron pintadas por el artista local "Chico", quien durante dñecadas ha pintado murales en el vecindario. Sobre la puerta de entrada cuelga la pintura acrílica de Diana Gitesha Hernandez..

## Artistas visuales
Artistas visuales que han exhibido sus obras en el café son Peter Horn Sarabella, James Gross Álvarez, Andrew Castrucci, Mari Di Pedro, Maria Domínguez, Lisa Fromartz, Adrian Garcia, Maria Elena Gonzalez, Peter Horn Sarabella, Pedro Isztin, Lower East Side Girls Club, Kevork Mourad, Lloyd Oxendine, Gamaliel Ramirez, Christopher Wade Robinson, Jose Rosario, Juan Sanchez, Studio in a School Association Students, Miguel Trelles, Miguelangel Ruiz, David Troncoso, Rafael Tufino Jr, Fernando Salicrup, Marcos Dimas, The Creative Fem Exhibit with Sandra Maria Esteves, Diana Gitesha Hernández (enlace roto disponible en Internet Archive; véase el historial, la primera versión y la última).,Shelia Prevost Archivado el 4 de marzo de 2016 en Wayback Machine., Marlis Momber, Clare Ultimo, Esperanza Cortez, el fotógrafo internacional de fotografía documental Manuel Rivera-Ortiz y Rob Rodríguez Archivado el 26 de mayo de 2013 en Wayback Machine..

## Documentales
En 1994, Nuyorican Poets Café fue el tema de un documental de 14 minutos titulado Nuyorican Poets Café.  Dirigido, producido y editado por Ray Santisteban, el documental presenta al fundador Miguel Algarin junto a Willie Perdomo, Ed Morales, Pedro Pietri y Carmen Bardeguez Brown. Nuyorican Poets Café ganó el premio al "Mejor documental" en el New Latino Filmmaker's Festival de 1995 en Los Ángeles, California.
En 1996, the Nuyorican Poets Café Poetry Slam Team fue el tema de un largometraje titulado SlamNation.  Dirigido por Paul Devlin, el documental sigue al fundador del Nuyorican Poetry Slam, Bob Holman, y a los poetas del grupo nuyorriqueño de 1996 (Saul Williams, Beau Sia, Jessica Care Moore y muMs) mientras compiten en el National Poetry Slam de 1996 que se llevó a cabo en Portland, OR. El documental también muestra presentaciones de Marc Smith, Taylor Mali y Patricia Smith entre otros.

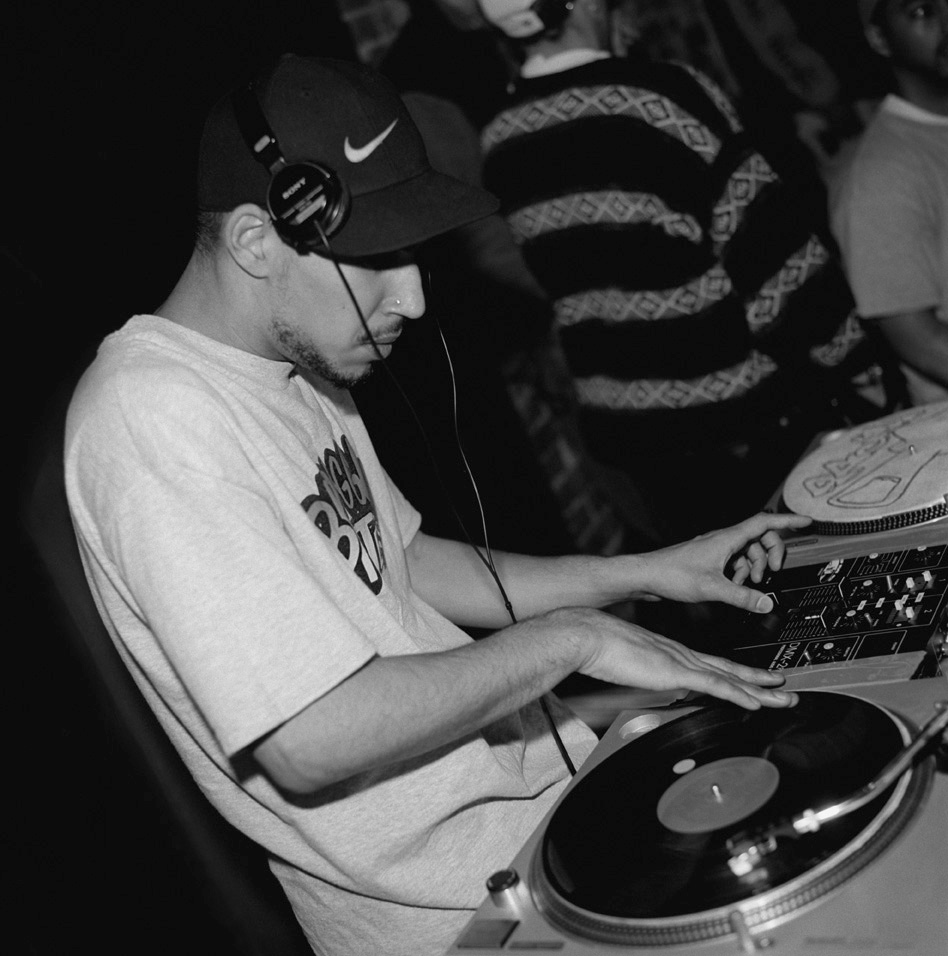
1998

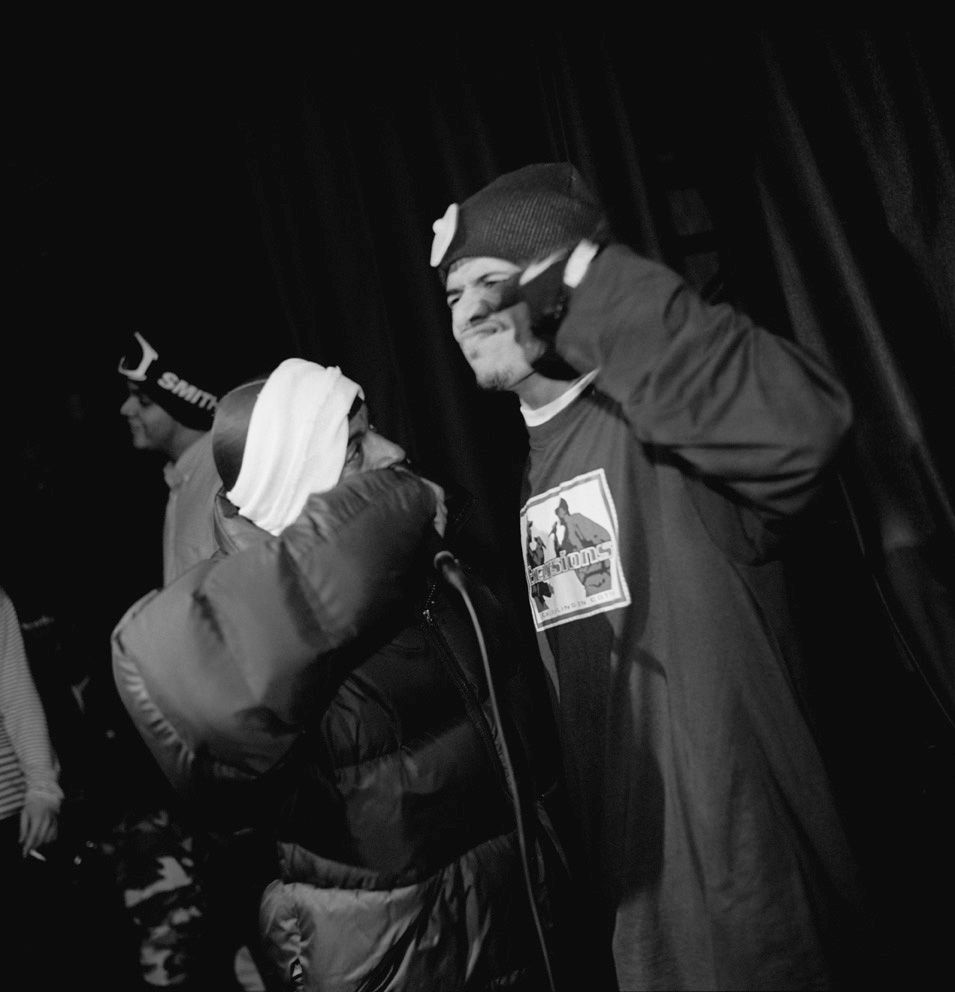
Freestyle battle 1998

## Premio del Libro Bisexual
En 2013, la Asociación de Escritores Bi, que promueve a escritores bisexuales, libros y escritura del tema, anunció a los ganadores de su primer Bisexual Book Awards. La ceremonia de premiación se llevó a cabo en el Nuyorican Poets Café.